# Ebenezer (Vorname)
Ebenezer ist ein männlicher Vorname.

## Herkunft und Bedeutung
Der Name Ebenezer (אבן העזר = Even Ha'Ezer) ist biblischen Ursprungs (1 Sam 7,12 ). Er bedeutet Stein der Hilfe.

## Varianten
Im Englischen existiert die Kurzform Eben.

## Bekannte Namensträger
- Ebenezer Addy (* 1940), ghanaischer Sprinter
- Ebenezer Afriyie Acquah (* 1992), ghanaischer Fußballspieler
- Ebenezer Ako-Adjei (1916–2002), ghanaischer Politiker, Rechtsanwalt, Verleger und Journalist
- Ebenezer Bryce (1830–1913), Namensgeber des Bryce Canyons
- Ebenezer M. Chamberlain (1805–1861), US-amerikanischer Politiker
- Ebenezer Cook (* um 1667; † um 1732), englischer Dichter
- Ebenezer Cunningham (1881–1977), britischer Mathematiker und theoretischer Physiker
- Ebenezer Sumner Draper (1858–1914), US-amerikanischer Politiker
- Ebenezer Dumont (1814–1871), US-amerikanischer Politiker
- Ebenezer Elliott (1781–1849), englischer Lyriker
- Ebenezer Elmer (1752–1843), US-amerikanischer Politiker
- Ebenezer Emmons (1799–1863), US-amerikanischer Geologe
- Ebenezer B. Finley (1833–1916), US-amerikanischer Politiker
- Ebenezer Grant (1882–1961), englischer Fußballspieler
- Ebenezer O. Grosvenor (1820–1910), US-amerikanischer Politiker
- Ebenezer Hazard (1744–1817), dritte Postmaster General der Vereinigten Staaten
- Ebenezer Herrick (1785–1839), US-amerikanischer Politiker
- Ebenezer J. Hill (1845–1917), US-amerikanischer Politiker
- Ebenezer R. Hoar (1816–1895), US-amerikanischer Jurist, Politiker und Justizminister (Attorney General)
- Ebenezer Howard (1850–1928), Erfinder der Gartenstadt
- Ebenezer Huntington (1754–1834), US-amerikanischer Politiker
- Ebenezer Jackson (1796–1874), US-amerikanischer Politiker
- Ebenezer Kinnersley (1711–1778), aus England stammender Forscher und Professor
- Ebenezer Knowlton (1815–1874), US-amerikanischer Politiker
- Ebenezer Mattoon (1755–1843), US-amerikanischer Politiker
- Ebenezer McJunkin (1819–1907), US-amerikanischer Politiker
- Ebenezer Cobb Morley (1831–1924), britischer Sportler und Sportfunktionär, Gründer der Football Association
- Ebenezer F. Norton (1774–1851), US-amerikanischer Politiker
- Ebenezer Obey (* 1942), nigerianischer Musiker und Evangelist
- Ebenezer Ofori (* 1995), ghanaischer Fußballspieler
- Ebenezer J. Ormsbee (1834–1924), US-amerikanischer Politiker
- Ebenezer Paul (* um 1920; † nach 1943), US-amerikanischer Jazzmusiker
- Ebenezer J. Penniman (1804–1890), US-amerikanischer Politiker
- Ebenezer Pettigrew (1783–1848), US-amerikanischer Politiker
- Ebenezer W. Poe (1846–1898), US-amerikanischer Politiker
- Ebenezer Prout (1835–1909), englischer Musikwissenschaftler, Musikpädagoge und Komponist
- Ebenezer Quartey (* 1934), ghanaischer Sprinter
- Ebenezer Sage (1755–1834), US-amerikanischer Arzt und Politiker
- Ebenezer Seaver (1763–1844), US-amerikanischer Politiker
- Ebenezer Begyina Sekyi-Hughes (* 1939), ghanaischer Politiker und Jurist
- Ebenezer J. Shields (1778–1846), US-amerikanischer Politiker
- Ebenezer Stoddard (1785–1847), US-amerikanischer Politiker
- Ebenezer Syme (1826–1860), schottisch-australischer Journalist
- Ebenezer Teichelmann (1859–1938), Arzt, Bergsteiger und Fotograf in Neuseeland
- Ebenezer Tucker (1758–1845), US-amerikanischer Politiker
- Ebenezer Young (1783–1851), US-amerikanischer Politiker
- Ebenezer Zane (1747–1811), US-amerikanischer Pionier, Straßenbauer und Grundstückspekulant

### Fiktive Personen
- Ebenezer Scrooge, Figur in der Erzählung A Christmas Carol von Charles Dickens